# 英雄の歌 (ゲルマン民族)
英雄の歌（えいゆうのうた、英語: heroic lay、ドイツ語: Heldenlied)は、民族移動時代及び中世前期のゲルマン人の叙事詩に含まれている詩。80行から200行になる程度の短い口承詩で、英雄であるゲルマン人戦士の生涯の戦いの日々のエピソードが朗詠される。
エピソードが繋がって長編になった英雄叙事詩（ベーオウルフ、ニーベルンゲンの歌、他）とは区別される。

## 作品例
- 古高ドイツ語
  - ヒルデブラントの歌 - ラテン語によらない作品として最古のものの一つ
- 古ノルド語
  - アトリの歌（英語版）
  - ハムディルの言葉（英語版）
- 古英語
  - フィンネスブルグ争乱断章